# تفجير شارع الملك جورج
تفجير شارع الملك جورج هو تفجير نفذته كتائب شهداء الأقصى وقع في 21 مارس 2002 خارج متجر لبيع الملابس ومتجر ألعاب في شارع الملك جورج في القدس. مما أدى لمقتل ثلاثة إسرائيليين، وإصابة 100 بجروح.

## وصلات خارجية
- انفجار في القدس يقتل 3 أشخاص، ويصيب 100 نسخة محفوظة 31 مايو 2012 على موقع واي باك مشين. - نشر في نيويورك ديلي نيوز في مدينة نيويورك في 22 آذار / مارس 2002.